# Ребро (геометрия)
| Три ребра AB, BC и CA, каждое из которых соединяет две вершины треугольника.      | Многоугольник, ограниченный рёбрами (в данном случае — квадрат, имеющий 4 ребра).                                       |
| Каждое ребро является общим для двух граней многогранника, в данном случае, куба. | Любое ребро является общим для трёх и более граней четырёхмерного многогранника, как видно на этой проекции тессеракта. |

Ребро в геометрии — отрезок, соединяющий две вершины многоугольника или многогранника (в размерностях 3 и выше). В многоугольниках ребро является отрезком, лежащим на границе и чаще называется стороной многоугольника. В трёхмерных многогранниках и в многогранниках большей размерности ребро — это отрезок, общий для двух граней. Отрезок, соединяющий две вершины и проходящий через внутренние или внешние точки, ребром не является и называется диагональю.

## Связь с рёбрами графа
Любой многогранник может быть представлен его рёберным скелетом, то есть графом, вершинами которого служат геометрические вершины многогранника, а рёбра графа соответствуют геометрическим рёбрам. И обратно, графы, являющиеся скелетами трёхмерных многогранников по теореме Штайница — то же самое, что вершинно k-связные планарные графы.

## Число рёбер в многограннике
Любая поверхность выпуклого многогранника имеет эйлерову характеристику
{\displaystyle V-E+F=2,}
где {\displaystyle V} — число вершин, {\displaystyle E} — число рёбер, а {\displaystyle F} — число граней. Это равенство известно как формула Эйлера. Таким образом, число рёбер на 2 меньше суммы числа вершин и граней. Например, куб имеет 8 вершин и 6 граней, а потому (по формуле) 12 рёбер.

## Инцидентность другим граням
В многоугольнике в каждой вершине сходятся два ребра (стороны). По теореме Балинского по меньшей мере {\displaystyle d} рёбер сходятся в каждой вершине {\displaystyle d}-мерного выпуклого многогранника.
Аналогично, в трёхмерном многограннике в точности две двумерные грани имеют общее ребро, в то время как в многогранниках более высоких размерностей общее ребро могут иметь три и более двумерных граней.

## Альтернативная терминология
В теории выпуклых многогранников высоких размерностей (свыше 3) фасета (сторона {\displaystyle d}-мерного многогранника) — это {\displaystyle (d-1)}-мерная грань. Таким образом, рёбра (стороны) многоугольника являются также фасетами (для трёхмерных многогранников фасетами будут грани).